# Bescuit
|  | No s'ha de confondre amb Galeta. |

|  | Per a altres significats, vegeu «Bescuit (desambiguació)». |

Un bescuit, a la majoria dels països, és un producte alimentari amassat i cuit dues vegades a base de farina, la segona fornejada feta a foc lent. Els bescuits solen ser durs, plans, sense llevat i sense gust predominant, encara que n'hi pot haver de salats, semblants als crackers. Tot i que en el bescuit clàssic el segon fornejat es feia a foc lent sense afegir-hi res, avui dia es pot fer un segon fornejat o glacejat amb sucre, xocolata, melmelada, gingebre, canyella, etc... Cal no confondre'l amb galeta, atès que les galetes es fan amb un sol fornejat, fet que va contra la definició de bescuit.

## Etimologia

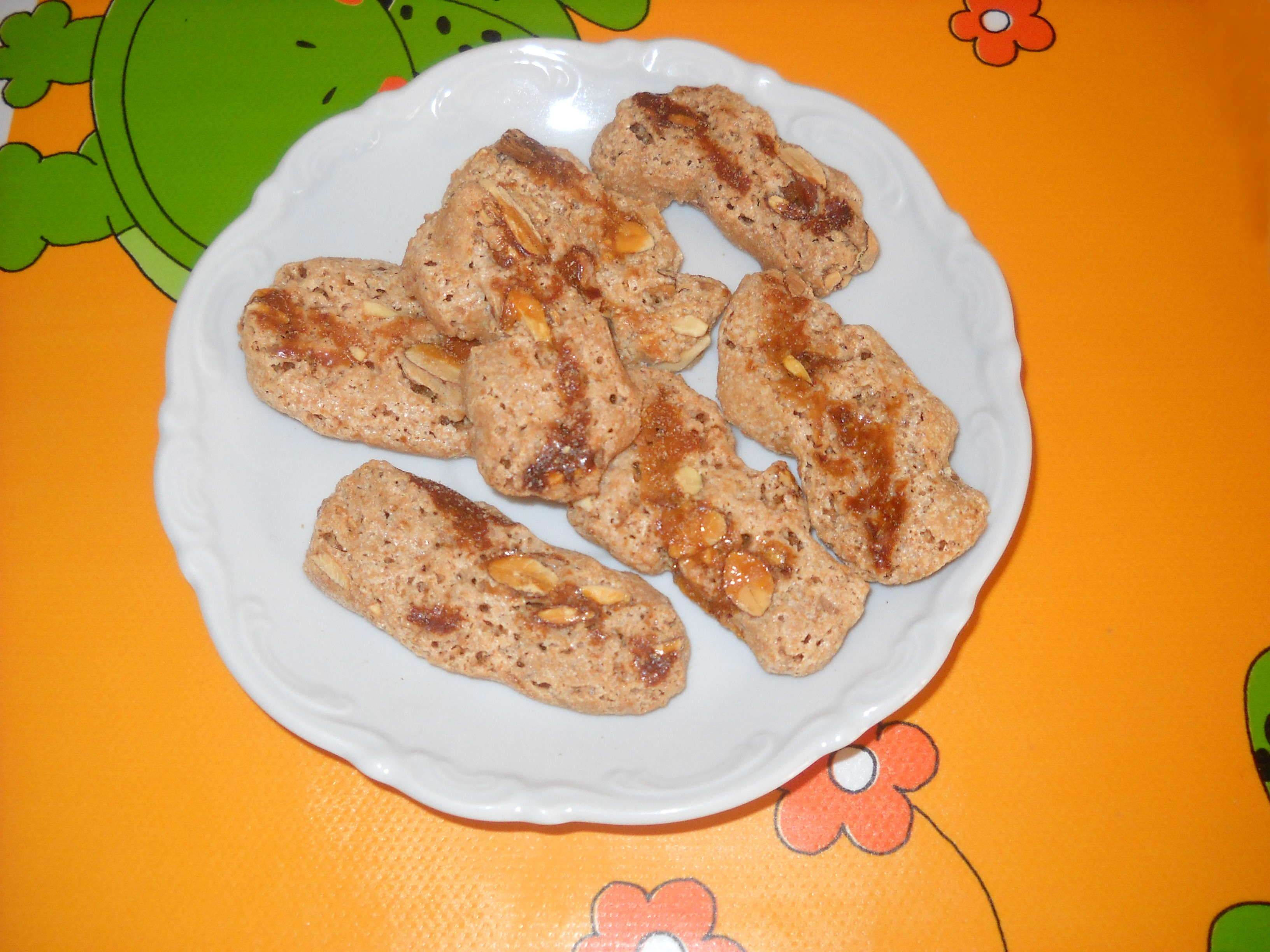
Carquinyolis de Sant Quintí de Mediona, cuits dues vegades.

En català la paraula bescuit prové de l'occità, al seu torn derivat dels mots bis- i -cuit, bis coctus en llatí, que significa “cuit dues vegades”, en relació directa al fet que els bescuits es cuinen en un doble procés: primer al forn i després s'assequen a un foc lent. Aquest terme va continuar en català i es va adaptar després a l'anglès al segle XIV durant l'Edat Mitjana, en la paraula de l'anglès mitjà bisquite, per representar un producte dur, cuit dues vegades al forn, i que dóna forma a l'actual mot anglès per a galeta, biscuit. En alemany va donar el mot Zwieback, com una traducció directa del mot original llatí.
En altres llengües europees els termes derivats del llatí bis coctus es refereixen en canvi a un altre producte al forn, semblant al pa de pessic: per exemple, el mot en  espanyol bizcocho, l'alemany Biskuit, el rus бисквит (biskvit ), o el polonès biszkopt
En l'ús de l'italià modern, el terme biscotto s'utilitza per referir-se a qualsevol tipus de bescuit fet dues vegades al forn, i no només als cantuccini com en els països de parla anglesa.

## Història

### Prehistòria
S'han trobat restes de blat cuit en el Neolític. El blat es va coure sobre pedres, però no és possible saber la forma exacta que va prendre en acabar.

### Antiguitat
A la tomba del faraó egipci Ti, de la 5ª dinastia, les pintures mostren un treballador avivant el foc en un forn on es couen bescuits.
A l'antiga Grècia apareixen referències de pans fornejats dues vegades al voltant del segle IV aC. És probable que aquests pans fornejats dues vegades fossin part de les racions dels legionaris romans, sent una excel·lent manera de conservar el gra
Segons Plini el Vell, els mariners romans tenien un panis nauticus, que probablement era l'avantpassat del bescuit de mar.

### Edat mitjana
El bescuit era utilitzat principalment pels mariners medievals, ja que podia romandre comestible més temps que el pa.Al segle x, el monjo Abbon es refereix al panis biscotusAl segle XII, una carta de la catedral de París esmenta un tipus de bescuit.
En el segle xv, s'aprecien les neules (aromatitzades amb anís) i els talmouses, pasta de full, llaminadures de Louis XI, que agraden especialment acompanyats de brie. També es permet als pastissers treballar els diumenges.
Quan Caterina de Mèdici va arribar a la cort de França l'any 1533, acompanyada dels seus pastissers florentins, França va descobrir, sota la seva influència, les galetes amb cullera, que van donar a llum el boudoir al segle XIX. Els cuiners de la reina també porten macarrons i frangipanes, dolços elaborats per Frangipani, una personalitat italiana del segle XVI sobre la qual la història no ha coincidit massa.
Durant el segle xvii, els bescuits dolços o salats són cada cop més variats, i de vegades aromatitzats amb vainilla, cafè, xocolata, coco, anís... però també farcits amb melmelada, fruita fresca o seca,
És al segle xviii que l'expressió « Petit fours ”, que designa peces petites cuinades la segona vegada al forn petit, és a dir, al forn gairebé apagat, després de la cocció al forn gran. Segurament també és al segle xviii quan van aparèixer les primeres gofres. De l'alemany Wabe, sovint es venien al carrer en subhasta.

### Època moderna

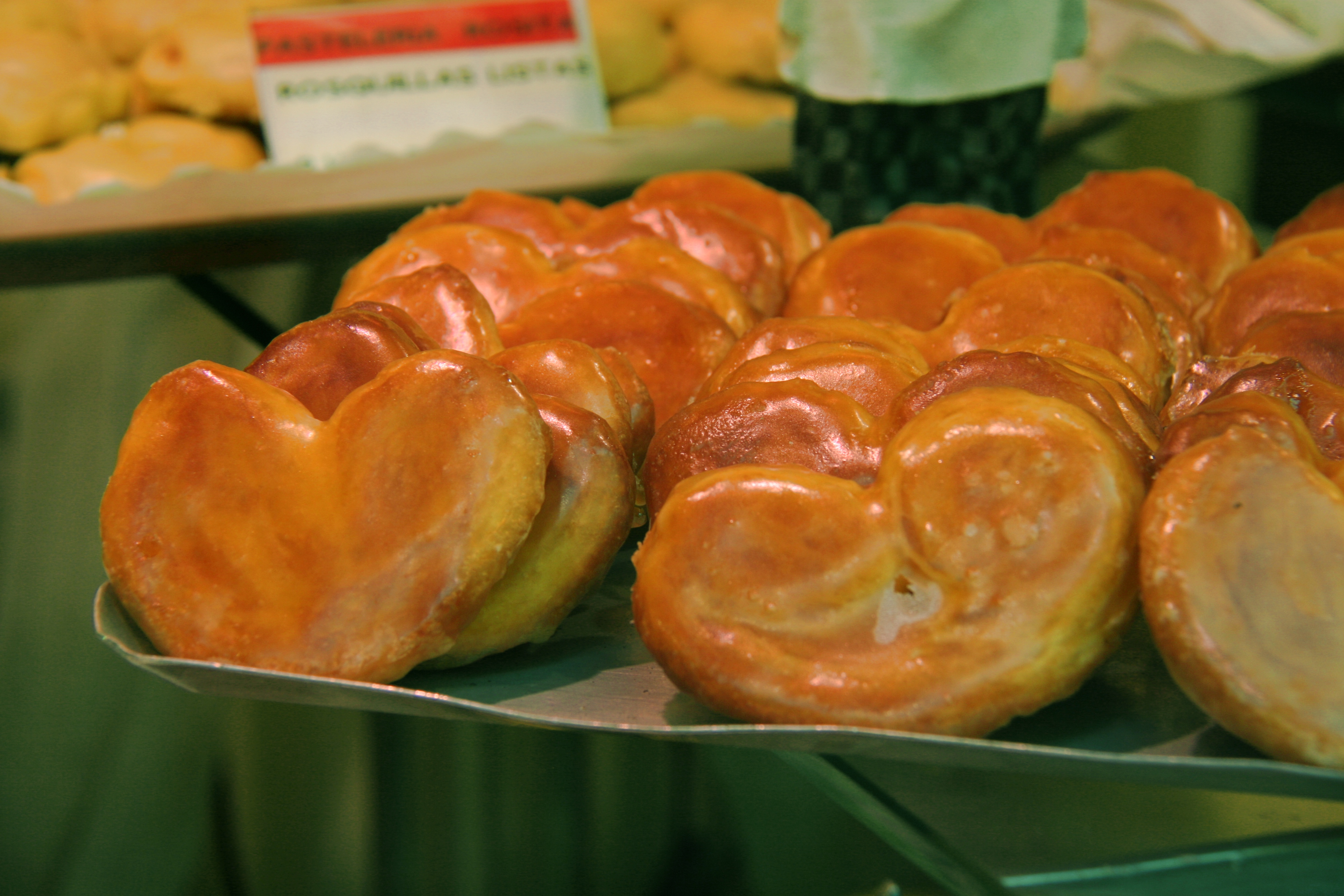
Palmeres glacejades, cuites una 2ª vegada per fer-ho ergo, són bescuits

En els temps moderns, l'ús de la mantega, i el desenvolupament de noves tècniques d'elaboració de la massa (per exemple la pasta de full, que s'imita de l'Orient Mitjà) són determinants. L'any 1653, el pastisser François de La Varenne va codificar la preparació dels bescuits aconsellant-li l'obra « amb cinta , que consisteix a fer escuma amb barreja de sucre i ous. Així els bescuits queden més suaus.
A partir segle xix, s'especialitza en la producció de bescuits i les regions són clarament diferenciades. La industrialització de la producció reforça el fenomen i s'origina, primer a Anglaterra, després a França. Fabricants de bescuits, macarrons i massapà van aparèixer a la dècada de 1830 a l'est de França. Els germans Lefèvre, originaris de Varennes-en-Argonne, van fundar fàbriques de bescuits : Antoine Lefèvre el 1840 a Nancy : la fàbrica de bescuits Lefèvre-Denise, Romain Lefèvre el 1846 a Nantes : la fàbrica de bescuits Lefèvre-Utile, i Louis Lefèvre, el germà gran, el 1848 a Sedan : la fàbrica de bescuits Lefèvre-George. Cap al 1840 - 1848, a Bordeus, Jean-Honoré Olibet i el seu fill Eugène (1843-1915), forners de professió, van crear la primera indústria de bescuits seques amb la marca Olibet, que es va afirmar des del 1862-1868. El seguiran Pernot a Dijon (1870), Biscuiterie Nantes (1896), després Gondolo (1898), Belin (1902), etc.
La fàbrica de bescuits industrials francesa per antonomàsia, va néixer a Bordeus per una simple raó : la marina mercant i militar exigia bescuits per a les seves tripulacions, segons el model de les utilitzades per la marina britànica, que consumia bescuits de mar de gran qualitat.

### Introducció al sud d'Àsia

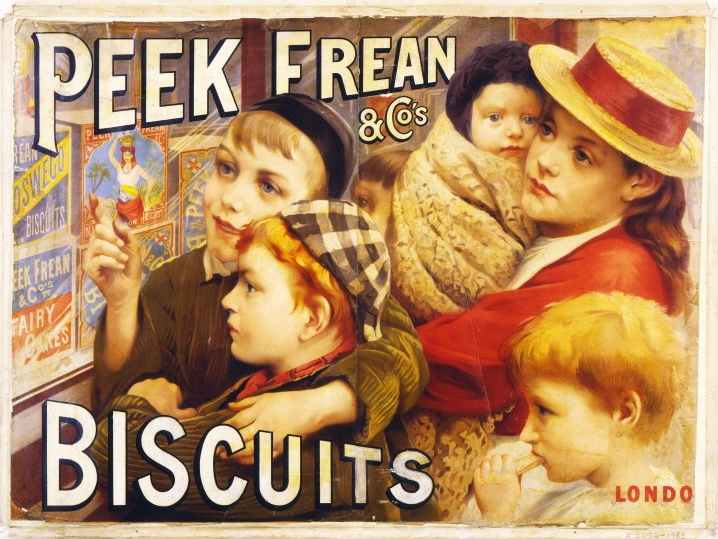
Anunci de 1891 a Londres de Peek Freans, una marca exportada a Àsia

Els bescuits i el pa bescuit es van introduir a Bengala durant el període colonial britànic i es van fer populars a la comunitat musulmana de Sylheti. Tanmateix, els hindús de classe mitjana de Cachar i Sylhet desconfiaven molt dels bescuits i el pa bescuit, ja que creien que eren cuinats pels musulmans. En una ocasió, uns quants hindús a Cachar van enxampar un anglès menjant bescuits amb te, fet que va provocar un enrenou. La informació va arribar als hindús de Sylhet i es va produir una petita rebel·lió. En resposta a això, les empreses van començar a anunciar el seu pa com a "fet a màquina" i "no tocat per la mà (musulmana)" per dir als hindús que els pans eren "segurs per al consum". Aquest incident s'esmenta a l'autobiografia de Bipin Chandra Pal i esmenta com els hàbits culinaris dels hindús van canviar gradualment i els bescuits i el pa bescuit es van fer cada cop més populars.

## Tipus

### Bescuits pels viatges

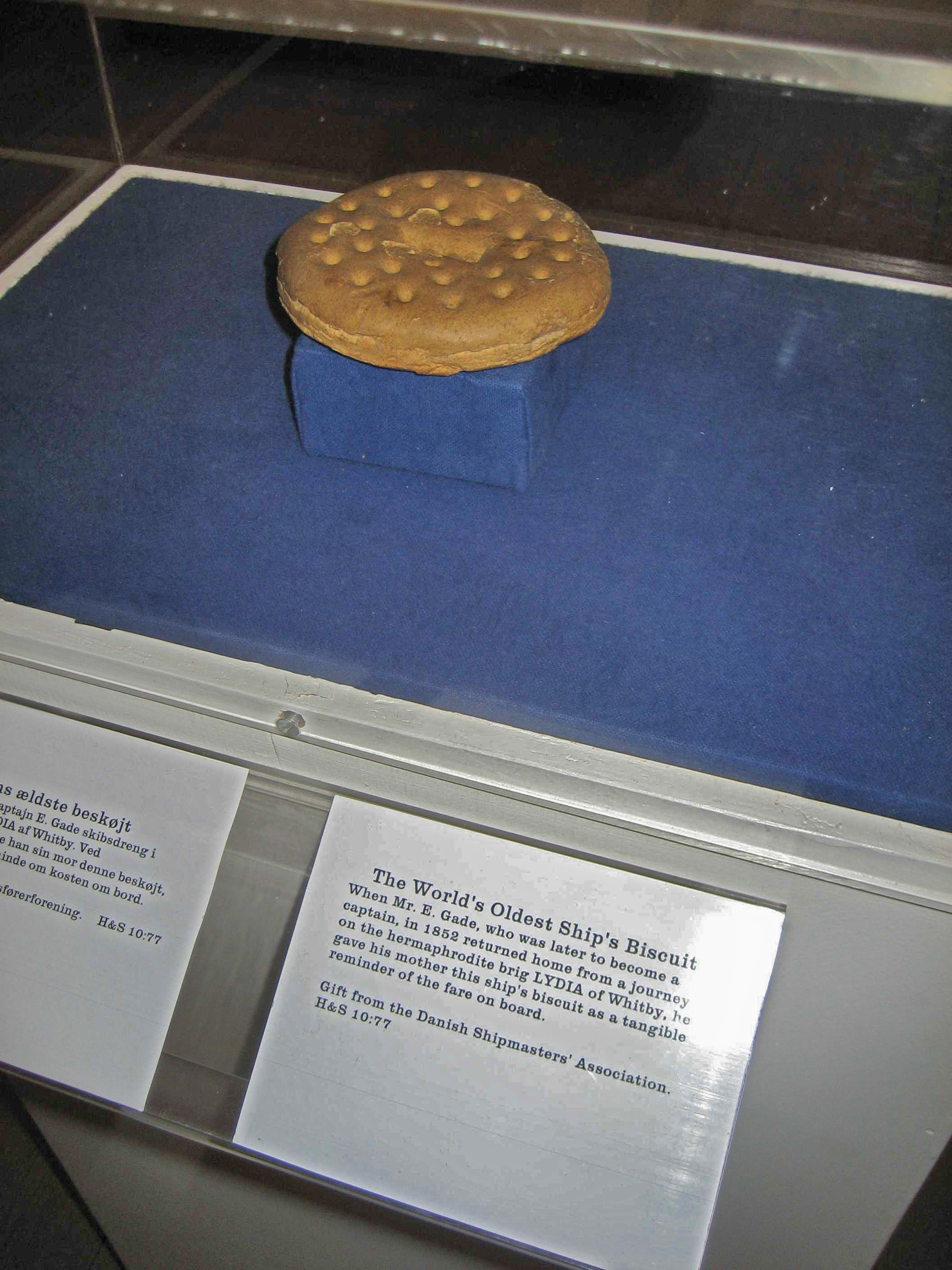
Galeta de vaixell del c. 1852 exposat a Kronborg, Dinamarca.

La necessitat d'aliments nutritius, fàcils d'emmagatzemar, fàcils de transportar i de llarga durada en viatges llargs, en particular al mar, es va resoldre inicialment prenent menjar viu juntament amb un carnisser/ cuiner. No obstant això, això va ocupar espai addicional en el que eren excursions amb cavalls o vaixells petits, reduint el temps de viatge abans que es requerissin menjar addicional. Això va provocar que els primers exèrcits adoptessin l'estil de caçador i alimentació.
La introducció de la cocció de cereals processats, inclosa la creació de farina, va proporcionar una font d'aliments més fiable. Els mariners egipcis portaven un pa de mill pla i trencadís anomenat pastís dhourra, mentre que els romans tenien un bescuit anomenat buccellum. El llibre de cuina romà Apicius descriu: "Es va bullir una pasta espessa de farina de blat fina i es va estendre en un plat. Quan s'havia assecat i endurit, es tallava i després es fregí fins que quedés cruixent, i després es servia amb mel i pebre".
Molts dels primers metges creien que la majoria dels problemes medicinals estaven associats amb la digestió. Per tant, tant per al sosteniment com per evitar la malaltia, el consum d'un bescuit diari es considerava bo per a la salut.
Els bescuits s'estoven a mesura que envelleixen. Per resoldre aquest problema, els primers forners van intentar crear el bescuits més dura possible. Com que és tan dur i sec, si s'emmagatzema i es transporta correctament, l'adherència de les marines sobreviurà a una manipulació brusca i a les altes temperatures. Cuit fort, es pot conservar sense fer malbé durant anys sempre que es mantingui sec. Per als viatges llargs, el hardtack es cuinava quatre vegades, en lloc de les dues més habituals. Per suavitzar l'adherència per menjar, sovint s'aboca en salmorra, cafè o algun altre líquid o es cuina en una paella.
La col·lecció Dites dels pares del desert esmenta que Antoni el Gran (que va viure al segle IV dC) menjava bescuits i el text implica que era un aliment popular entre els monjos de l'època en aquella regió.
| « | "Alguna vegada l'abat Agató va tenir dos deixebles que portaven cadascun la vida ancorètica segons la seva mesura. Un dia li va preguntar al primer: "Com vius a la cel·la?" Ell va respondre: "Dejuno fins al vespre, després menjo dues galetes dures". Ell li va dir: "La teva manera de viure és bona, no carregada de massa ascètica". Llavors li va preguntar a l'altre: "I tu, com vius?" Ell va respondre: "Dejuno dos dies i després menjo dues galetes dures". El vell va dir: "Treballes molt suportant dos conflictes; és un treball per a algú menjar cada dia sense cobdícia; n'hi ha d'altres que, volent dejunar dos dies, després són cobdiciosos; però tu, després de dejunar per dos dies, no són cobdícia.. | » |

En l'època de l'Armada espanyola el 1588, la dieta a bord d'un vaixell de la Royal Navy era d'una lliura de bescuits més un galó de cervesa. Samuel Pepys el 1667 va regularitzar per primera vegada l'avituallament naval amb racions variades i nutritives.El bescuit de la Royal Navy durant el regnat de la reina Victòria es feia a màquina al Royal Clarence Victualling Yard de Gosport, Hampshire, estampat amb la marca de la reina i el número del forn en què es van coure. Quan es va introduir la maquinària en el procés, la massa es va barrejar a fons i es va enrotllar en làmines d'uns 2 iardes (1.8 m) llarg i 1 iarda (0.9 m) d'ample que es van estampar d'un sol traç en una seixantena de bescuits de forma hexagonal. Això deixava les làmines prou coherents per posar-les al forn d'una sola peça i al coure es van separar fàcilment. La forma hexagonal en lloc de les tradicionals bescuits circulars significava un estalvi de material i era més fàcil d'embalar. els bescuits van continuar sent una part important de la dieta dels mariners de la Royal Navy fins a la introducció dels aliments enllaunats. La carn en conserva es va comercialitzar per primera vegada l'any 1814; la carn de vedella conservada en llaunes es va afegir oficialment a les racions de la Royal Navy el 1847.

### Biscotti

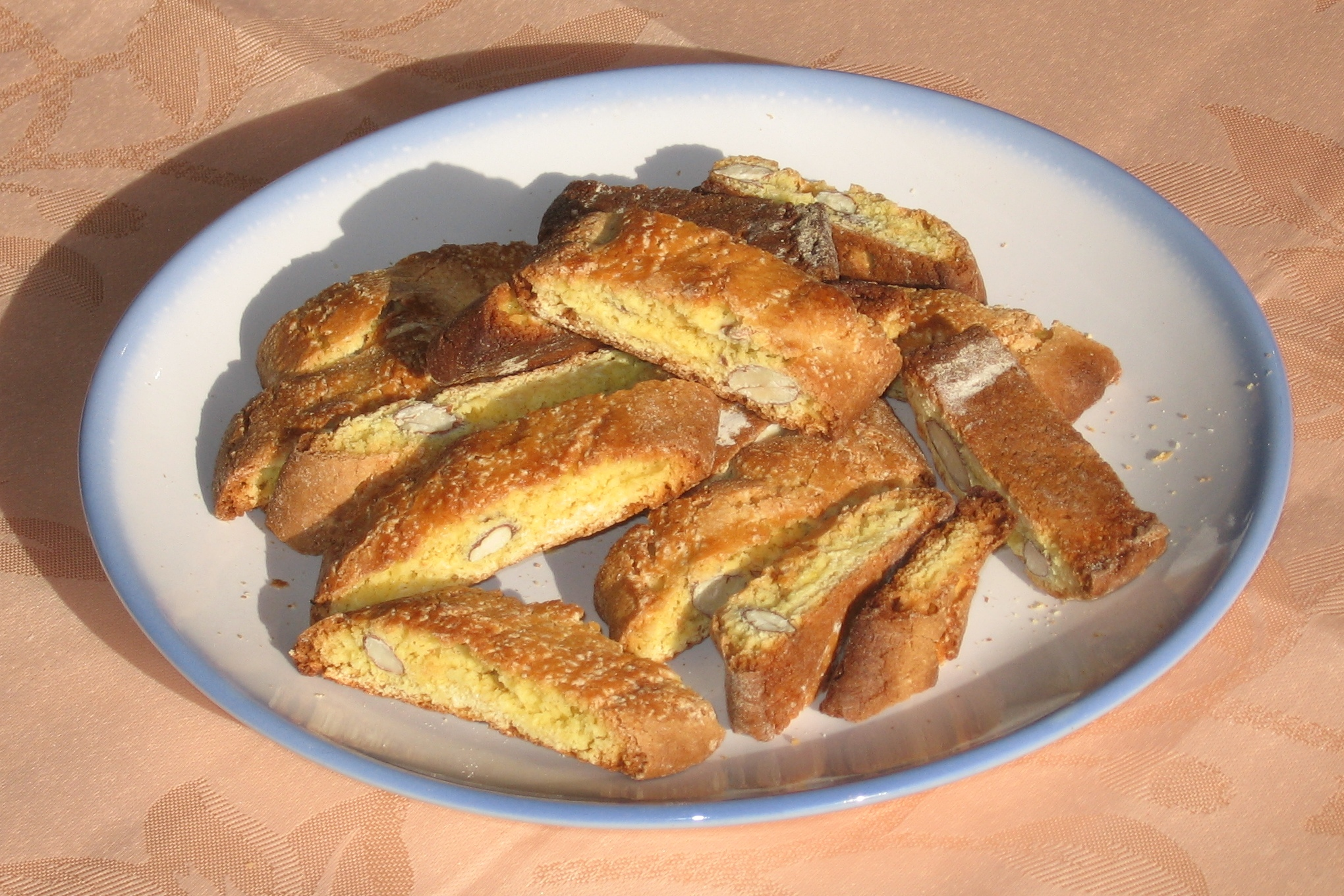
Cantuccini o biscotti di Prato

Els biscotti, també anomenats cantuccio (singular) o biscotti di Prato, són uns bescuits dolços, que, com indica el seu nom biscotti, es fornegen dues vegades. Són els més apreciats de la gastronomia toscana, típics de Prato (municipi toscà), d'aquí la seva altra denominació. Són molt semblants als carquinyolis típics de Catalunya o als rosegons típics de València. Es tracta d'una galeta seca d'ametlla que s'obté tallant el pastís obtingut en llesques d'un cm (en calent), traient-lo del forn, i acabant de coure tot seguit els trossos tallats durant una estona (d'aquí el nom bi-s-cotto/bi-s-cuit).
La primera recepta documentada prové d'un manuscrit d'Amadio Baldanzi, un erudit pratense del segle xviii, conservat a l'arxiu de Prato. En aquest document, se l'anomenava biscote a la genovesa. La recepta va ser després recuperada pel pastisser Antonio Mattei al segle xix, i ha arribat als nostres dies amb variants més o menys modernes. El mateix pastisser el va presentar a l'Exposició Universal de París (1867), rebent una menció especial.
La massa dels cantuccini es compon exclusivament de farina, sucre, ou, i ametlla. L'ametlla ha de ser sencera i sense pelar. A la recepta tradicional no s'hauria d'utilitzar cap mena de llevat, mantega, llet ni oli.
Tradicionalment, els cantuccini solen vendre's amb una altra especialitat dolça de Prato, els bruttiboni. Com fi, se sol servir amb el vi sant toscà, que un cop servit en gots petits de vidre, s'hi mulla el "cantuccio" abans de dur-lo a la boca.

### Bescuits de rebosteria

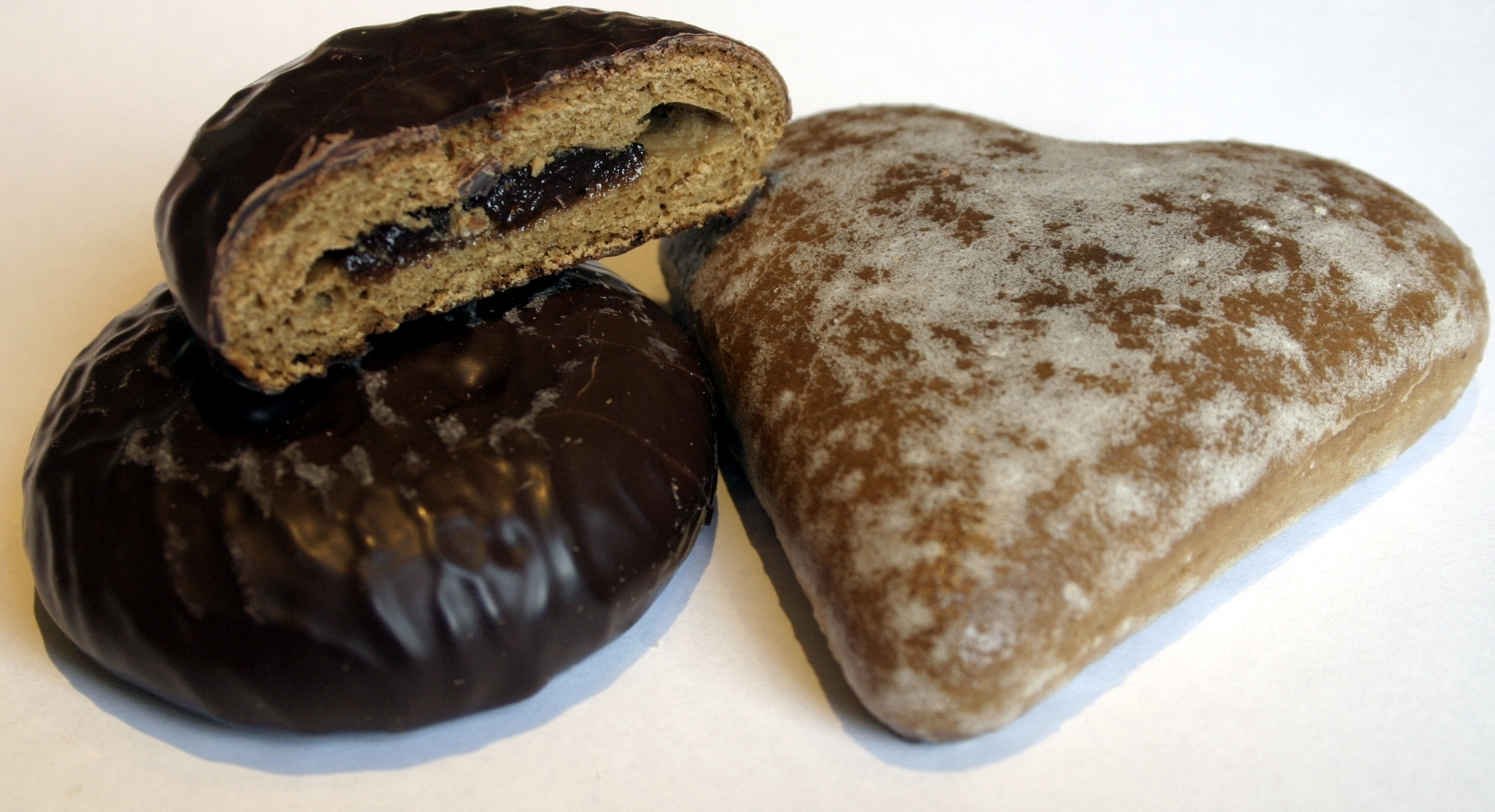
Toruń tradicional polonès pierniki toruńskie de pa de pessic

Els primers bescuits eren durs, secs i sense sucre. La majoria de vegades es cuinaven després del pa, en un forn refredant; eren una forma barata de subsistència per als pobres.
Al segle VII els cuiners de l'imperi persa havien après dels seus avantpassats les tècniques d'alleugerir i enriquir les mescles a base de pa amb ous, mantega i nata, i endolcir-les amb fruita i mel. Un dels primers bescuits condimentats va ser el pa de pessic, en francès, pain d'épices, que significa "pa d'espècies", portat a Europa l'any 992 pel monjo armeni Gregori de Nicòpolis . Va deixar Nicòpolis Pompeia, de la Petita Armènia per viure a Bondaroy, França, prop de la ciutat de Pithiviers. Hi va passar set anys i va ensenyar als sacerdots francesos i als cristians a cuinar el pa de pessic. Originalment era un pastís o pa d'espècies a base de melassa i dens. Com que era tan car de fer, els primers bescuits de gingebre eren una forma barata d'utilitzar la barreja de pa sobrant.

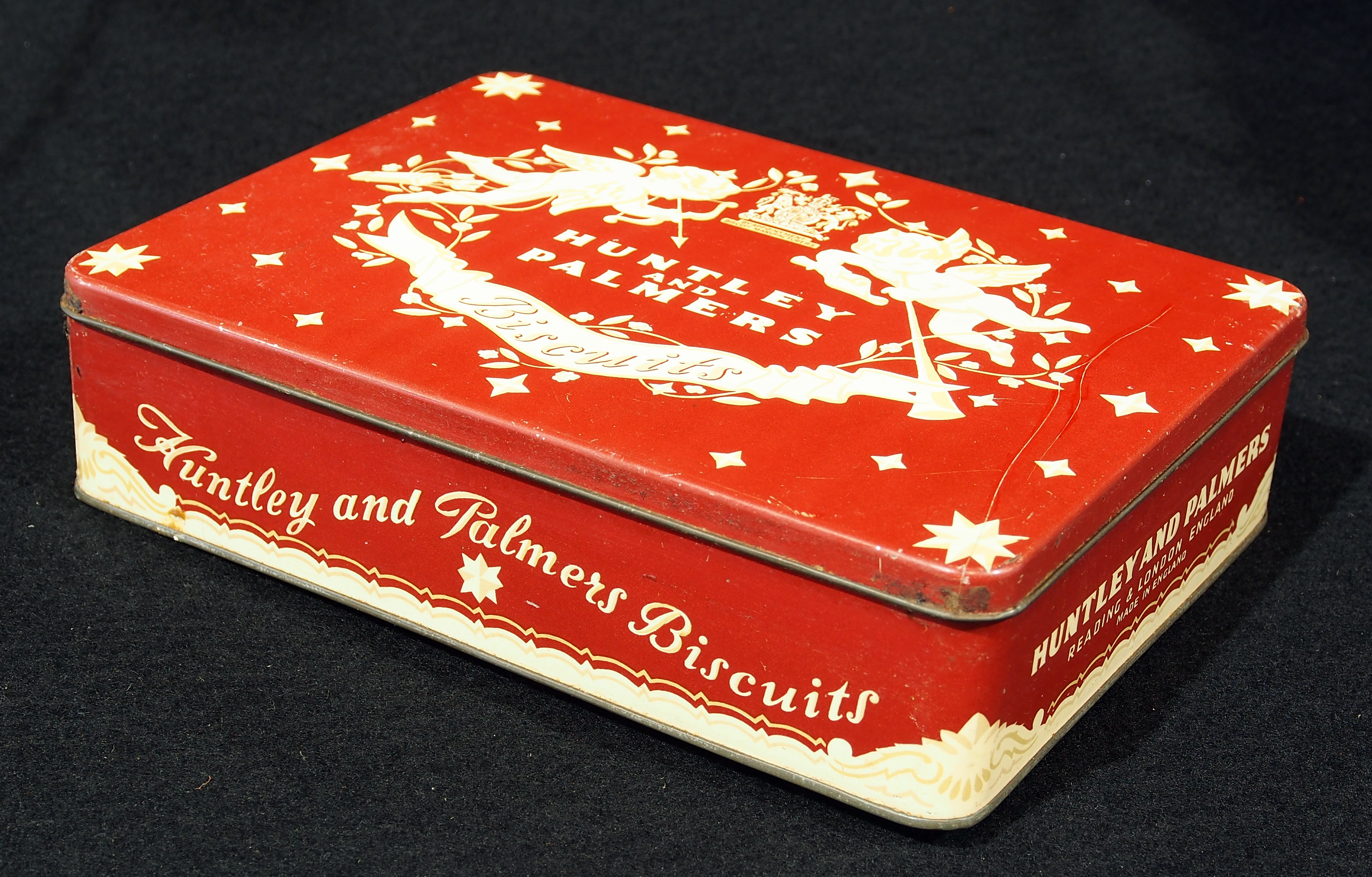
Llauna de bescuits Huntley & Palmers. Formada a Reading, Berkshire el 1822, l'empresa de bescuits es va convertir en una de les primeres marques del món.

Amb la combinació del coneixement que es va estendre des d'Al-Àndalus, i després les croades i la posterior difusió del comerç d'espècies a Europa, les tècniques de cuina i els ingredients d'Aràbia es van estendre al nord d'Europa. A l'època medieval, els bescuits es feien a partir d'una pasta ensucrada i especiada de pa ratllat (per exemple, pa de pessic) o amb pa cuit enriquit amb sucre i espècies, es fornejaven una vegada i després es tornaven a fornejar. El rei Ricard I (conegut com Ricard Cor de Lleó) va marxar cap a la Tercera Croada (1189–92) amb "biskit de muselina", que era una barreja de blat de moro compost d'ordi, sègol i farina de fesols.

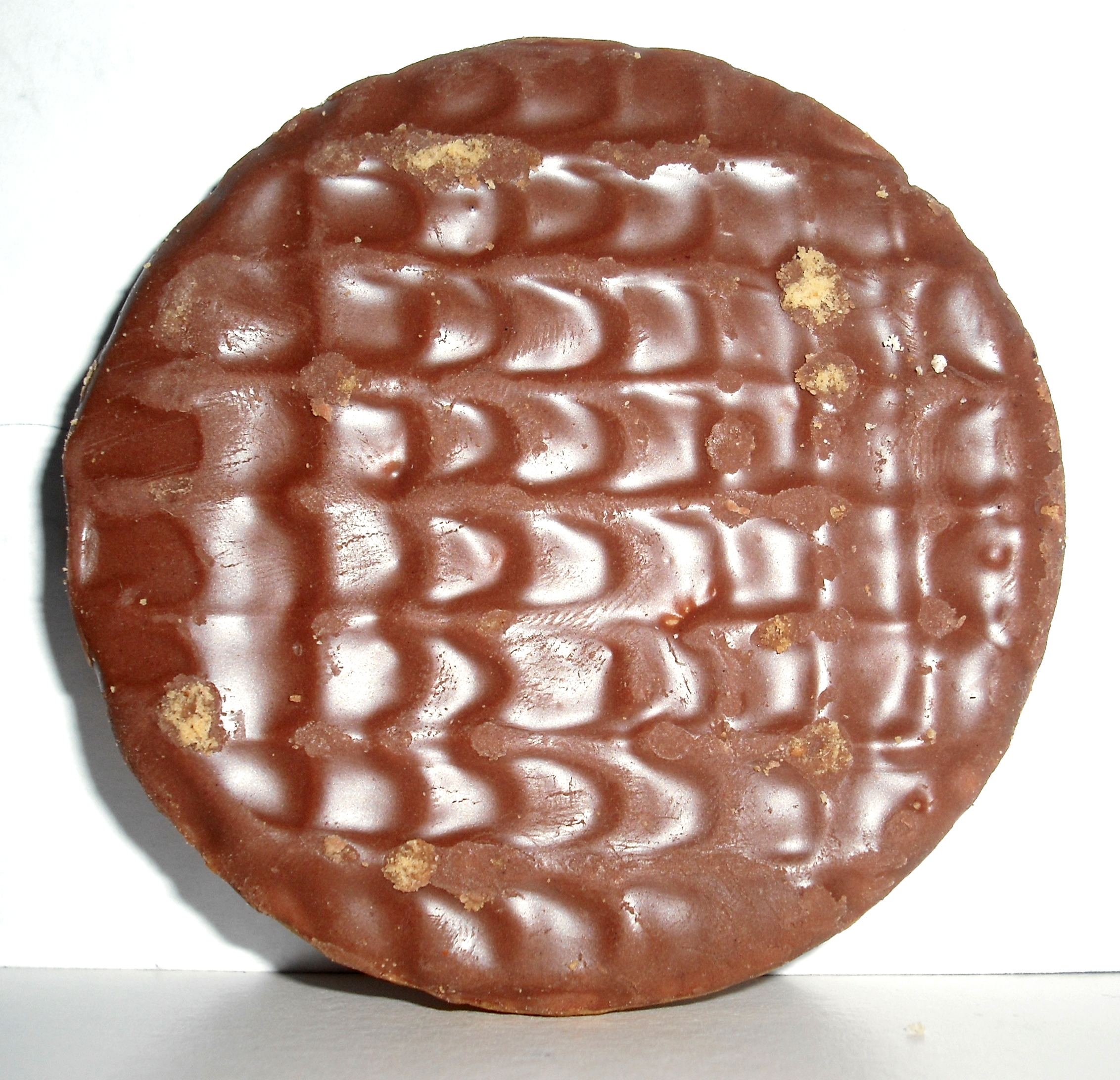
El costat recobert de xocolata amb llet d'un digestiu de xocolata McVitie's. Es classifica habitualment com l'aperitiu favorit del Regne Unit.

Com l'elaboració i la qualitat del pa s'havien controlat fins a aquest punt, també ho estaven les habilitats d'elaboració de bescuits a través dels gremis artesans. A mesura que va començar el subministrament de sucre, i el refinament i el subministrament de farina van augmentar, també va augmentar la capacitat de tastar aliments més tranquils, incloent els bescuits dolços. Les primeres referències del monestir de Vadstena mostren com les monges sueques cuinaven pa de pessic per facilitar la digestió el 1444. El primer comerç documentat de bescuits de pa de pessic data del segle XVI, on es venien a les farmàcies del monestir i als mercats de pagesos de la plaça de la ciutat. El pa de pessic es va fer àmpliament disponible al segle XVIII. La revolució industrial a Gran Bretanya va provocar la formació de negocis en diverses indústries, i les empreses britàniques de bescuits McVitie's, Carr's, Huntley &amp; Palmers i Crawfords es van establir el 1850.
Les empreses britàniques de bescuits competien per dominar el mercat amb nous productes i envasos atractius. La llauna de bescuits decoratives, inventada per Huntley & Palmers el 1831, va veure exportar bescuits britànics a tot el món. L'any 1900 es van vendre bescuits Huntley & Palmers a 172 països, i el seu abast global es va reflectir en la seva publicitat. La competència i la innovació entre les empreses britàniques van veure 49 sol·licituds de patent per a equips per fer bescuits, llaunes, màquines de tallar massa i motlles ornamentals entre 1897 i 1900. El 1891 Cadbury va presentar una patent per a un bescuit recobert de xocolata. Juntament amb els productes agrícoles locals de carn i formatge, moltes regions del món tenen el seu propi estil diferent de bescuits a causa del protagonisme històric d'aquesta forma de menjar.